# Operação Mascote
A Operação Mascote foi um ataque aéreo britânico realizado durante a Segunda Guerra Mundial que teve como alvo o couraçado alemão Tirpitz. Ele ocorreu em 17 de julho de 1944 quando mais de oitenta aeronaves da Marinha Real Britânica atacaram o navio em seu ancoradouro no Fiorde de Kå, no norte da Noruega ocupada. Este fez parte de uma série de ataques de porta-aviões contra o navio entre abril e agosto, iniciados depois da inteligência Aliada ter determinado que os danos ao Tirpitz infligidos no início de abril durante a Operação Tungstênio tinham sido consertados.
Estações de radar alemãs na área detectaram as aeronaves britânicas enquanto aproximavam-se do Fiorde de Kå e o couraçado foi protegido por uma cortina de fumaça antes da força de ataque chegar. Consequentemente, poucos aviadores conseguiram avistar o Tirpitz e seus ataques não infligiram danos significativos. As perdas alemãs foram limitadas a um barco-patrulha, enquanto três aeronaves britânicas foram abatidas ou danificadas além de qualquer possibilidade de reparo pela artilharia antiaérea. Um grupo de submarinos alemães tentou interceptar a força naval britânica enquanto esta recuava de volta para sua base, mas sem sucesso. Dois submarinos foram afundados e vários outros danificados.
A Marinha Real lançou mais quatro ataques no final de agosto na Operação Goodwood, porém novamente fracassou. Depois disso a responsabilidade por afundar o navio foi passada para a Força Aérea Real, que realizou três ataques entre setembro e novembro. O Tirpitz foi finalmente afundado na última dessas ações em 12 de novembro.

## Antecedentes
O couraçado alemão Tirpitz representava desde o início de 1942 uma ameaça para os comboios Aliados que transportavam suprimentos pelo Mar da Noruega até a União Soviética. O navio ficava ancorado nos fiordes do litoral da Noruega e era capaz de sobrepujar as forças de escolta designadas para esses comboios. Ele também poderia possivelmente tentar entrar no Oceano Atlântico e atacar comboios viajando para o Reino Unido. Os Aliados, para fazer frente a essas ameaças, precisavam manter uma força poderosa de navios de guerra com a Frota Doméstica britânica, assim navios capitais passaram a acompanhar a maioria dos comboios que seguiam para a União Soviética.

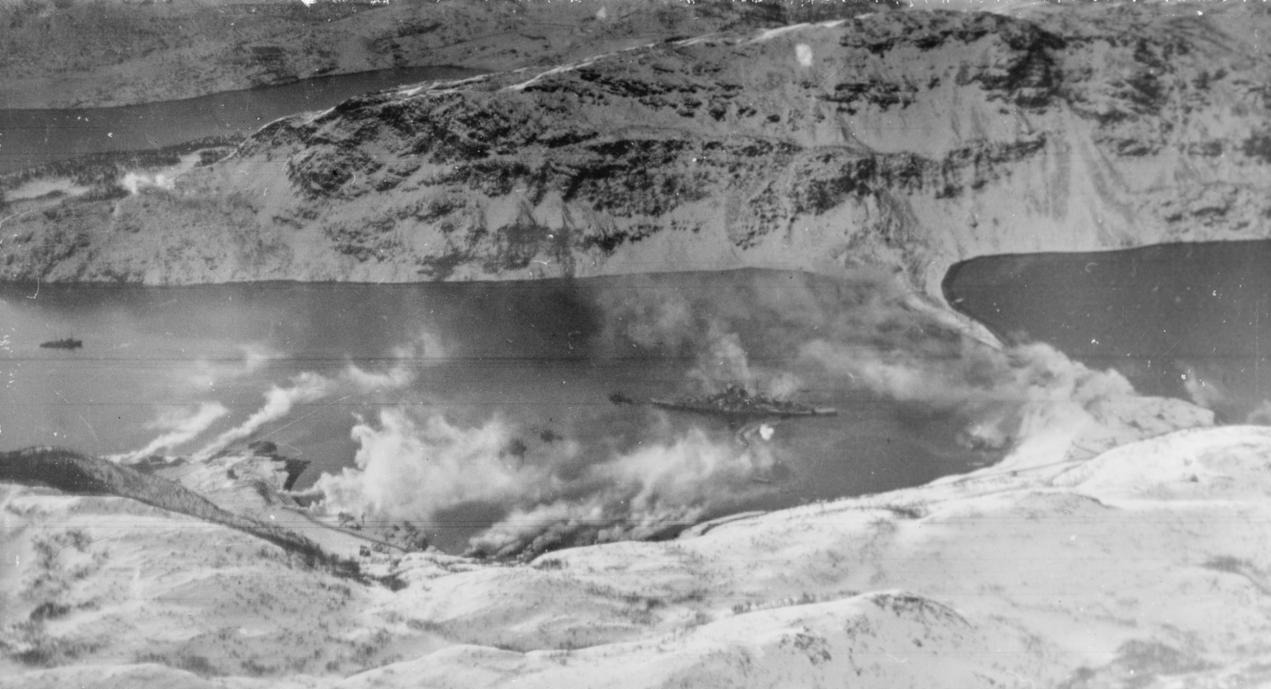
O Tirpitz ancorado no Fiorde de Kå, com uma neblina artificial sendo lançada

Vários ataques aéreos foram realizados contra o Tirpitz entre 1942 e 1943. Torpedeiros do porta-aviões HMS Victorious atacaram o couraçado em 6 de março de 1942 enquanto ele tentava interceptar o Comboio PQ 12, mas não conseguiram acertá-lo. Bombardeiros da Força Aérea Real e das Forças Aéreas Militares da União Soviética tentaram atacar o navio várias vezes em seus ancoradouros, mas fracassaram em infligir danos em todos os casos. Dois minissubmarinos britânicos da Classe X conseguiram penetrar as defesas ao redor do Tirpitz no Fiorde de Kå em 23 de setembro de 1943 durante a Operação Fonte, plantando explosivos na água abaixo dele. Este ataque causou enormes danos à embarcação e a deixou fora de serviço por seis meses.
O Tirpitz ainda era considerado uma ameaça para os comboios, assim os britânicos procuraram danificar ou destruir o couraçado antes que pudesse voltar ao serviço. Outro ataque de minissubmarinos não foi considerado prático por causa de melhorias na defesa do Fiorde de Kå, enquanto o marechal da força aérea sir Arthur Harris, chefe do Comando de Bombardeiros da Força Aérea Real, negou qualquer tentativa de ataques com bombardeiros pesados porque acreditava que tais operações teriam pouca probabilidade de sucesso e resultariam em grandes baixas. Consequentemente, os porta-aviões da Frota Doméstica foram considerados os melhores meios de ataque, com o Almirantado Britânico direcionando a frota no final de 1943 a começar o planejamento. Após meses de preparações, o primeiro ataque ocorreu em 3 de abril de 1944 na Operação Tungstênio e envolveu cinco porta-aviões. Duas forças de vinte bombardeiros de mergulho Fairey Barracuda escoltados por quarenta caças conseguiram chegar no Fiorde de Kå sem serem detectados e acertaram quinze bombas no Tirpitz. Sua tripulação sofreu várias baixas, mas o navio em si não foi muito danificado. Mesmo assim, os danos infligidos na superestrutura, armamentos e motores foram suficientes para deixá-lo fora de serviço por vários meses enquanto reparos eram realizados. O grande almirante Karl Dönitz, o comandante da Marinha de Guerra Alemã, colocou prioridade em trazer o couraçado de volta ao serviço para que pudesse continuar prendendo recursos navais Aliados na região. Ele e outros oficiais reconheceram que a ameaça de mais ataques aéreos significava que o Tirpitz não mais conseguiria operar contra comboios Aliados.
A inteligência britânica avaliou que o Tirpitz poderia ser consertado em seis meses e o Almirantado ordenou que mais ataques de porta-aviões fossem lançados. O almirante sir Andrew Cunningham, o Primeiro Lorde do Mar, não acreditava que Barracudas poderiam carregar bombas capazes de afundar o navio, mas esperava que mais ataques aumentassem o tempo que o couraçado ficasse fora de serviço e também prejudicassem a moral de sua tripulação. O vice-almirante Bruce Fraser, o comandante da Frota Doméstica, inicialmente resistiu à ordem de atacar por acreditar que mais operações de porta-aviões contra o Fiorde de Kå provavelmente fracassariam, pois as defesas do local tinham sido reforçadas e as condições climáticas provavelmente seriam piores do que aquelas encontradas durante a Operação Tungstênio. Fraser discutiu a questão com Cunningham, mas por fim concordou em atacar de novo. Muitos dos aviadores da Frota Doméstica tinham sido transferidos para outras unidades depois da Operação Tungstênio e isso prejudicou mais ações contra as forças alemãs na Noruega, pois os novos aviadores eram menos experientes do que aqueles que tinham substituído.
Três ataques foram cancelados entre abril e maio por causa de condições climáticas desfavoráveis. O primeiro foi a Operação Planeta, que começou em 21 de abril. Esta operação envolvia os mesmos porta-aviões que tinham participado da Operação Tungstênio, exceto pela substituição do porta-aviões de escolta HMS Fencer por seu irmão HMS Striker. A frota alcançou três dias depois uma posição em que suas aeronaves poderiam ser lançadas, mas o ataque foi cancelado quando agentes noruegueses infiltrados próximos do Fiorde de Kå relataram condições climáticas ruins sobre a área alvo. A frota então navegou para o sul e atacou um comboio alemão perto de Bodø, afundando três navios mercantes e perdendo seis aeronaves. A tentativa seguinte da Frota Doméstica foi em meados de maio com a Operação Musculoso. Uma força de 27 Barracudas escoltados por caças Vought Corsair e Supermarine Seafire decolaram do Victorious e HMS Furious na tarde do dia 15, mas encontraram muitas nuvens sobre o fiorde e voltaram sem atacar. O próximo ataque foi a Operação Garra de Tigre no final do mês. O ataque planejado envolveria novamente o Victorious e Furious, mas precisou ser cancelado em 28 de maio por causa do clima ruim. Os porta-aviões em vez disso foram para o sul à procura de comboios alemães. Um ataque em 1º de junho afundou quatro navios mercantes perto de Ålesund. Nenhum ataque foi tentado em junho porque os navios da Frota Doméstica eram necessários para apoiar os Desembarques da Normandia.

## Preparações
O Almirantado e o almirante sir Henry Moore, que assumiu o comando da Frota Doméstica em 14 de junho de 1944, permaneceram comprometidos com mais ataques de porta-aviões contra o Tirpitz apesar dos fracassos. O Almirantado recebeu no decorrer de junho vários relatos de inteligência que indicavam que os reparos do couraçado estavam progredindo bem e que ele logo estaria pronto. Espiões Aliados no mesmo mês avistaram o navio realizando testes de navegação no Fiorde de Kå e relataram que ele era capaz de alcançar vinte nós (37 quilômetros por hora) e girar suas torres de artilharia principais. Consequentemente, o Almirantado ordenou no final de junho que outro ataque de porta-aviões ocorresse em meados de julho. A intenção era para que esse ataque ocorresse antes da retomada dos comboios para a União Soviética, que estavam suspensos desde abril a fim de liberar embarcações para a invasão da França.
Os britânicos estavam certos e os reparos do Tirpitz após a Operação Tungstênio realmente progrediram rápido. Os trabalhos de reparo começaram no final de abril e 157 trabalhadores com equipamentos especiais foram transportados de Kiel na Alemanha até o Fiorde de Kå com o objetivo de acelerar o projeto. Três turnos de trabalhadores atuaram no navio diariamente, auxiliados pelas longas horas de luz do dia possibilitada pela latitude do fiorde durante o verão. O couraçado foi capaz de navegar por conta própria em 2 de junho e ficou pronto para começar exercícios de artilharia no final do mês. Os trabalhos de reparo terminaram em meados de julho, porém o eixo da sua hélice de estibordo só podia ser usado para fazê-lo navegar para frente. O capitão de mar Wolf Junge assumiu o comando do Tirpitz em maio, substituindo o capitão de mar Hans Meyer, que tinha sido ferido durante a Operação Tungstênio.

## Forças
O Victorious foi enviado para o Oceano Índico em junho, assim os porta-aviões selecionados para a Operação Mascote foram o recém-comissionado HMS Indefatigable e os veteranos Furious e HMS Formidable. Eles foram escoltados pelo couraçado HMS Duke of York, quatro cruzadores e doze contratorpedeiros. Moore comando a força a bordo do Duke of York, enquanto o grupo de porta-aviões foi comandado pelo contra-almirante Rhoderick McGrigor a bordo do Indefatigable.
A força de ataque era bem similar àquelas de ações anteriores contra o Tirpitz. A bordo do Formidable estava a Asa de Reconhecimento de Torpedeiros Nº 8 com os Esquadrões Aeronavais 827 e 830, cada um operando doze Barracudas, bem como o Esquadrão Aeronaval 1841 com dezoito Corsairs. No Indefatigable estava a Asa de Reconhecimento de Torpedeiros Nº 9, também equipada com 24 Barracudas divididos entre Esquadrões Aeronavais 820 e 826, mais o Esquadrão Aeronaval 894 com Seafires e o Esquadrão Aeronaval 1770 com doze caças Fairey Firefly. O Furious, diferentemente dos ataques anteriores, desta vez não embarcou Barracudas, em vez disso operando vinte caças Grumman Hellcat do Esquadrão Aeronaval 1840, três Seafires do Esquadrão Aeronaval 880 e aeronaves antissubmarinas Fairey Swordfish do Esquadrão Aeronaval 842.
As defesas do Fiorde de Kå foram melhoradas depois da Operação Tungstênio. Antes deste ataque consistiam em onze baterias de armas antiaéreas, várias embarcações antiaéreas e um sistema de geradores de fumaça que era capaz de rapidamente esconder o Tirpitz de aeronaves. Depois do ataque foi reforçada pela adição de novas estações de radar e postos de observação, enquanto o número de geradores de fumaça ao redor do navio foi aumentado. As defesas melhoradas na época da Operação Mascote também incluíam um posto de observação à beira de um penhasco próximo do fiorde que era capaz de direcionar as armas antiaéreas do couraçado se necessário. As defesas antiaéreas do próprio Tirpitz também foram fortalecidas durante o período em que ficou sob reparos com a adição de mais canhões antiaéreos de 20 milímetros, modificação de seus canhões secundários de 149 milímetros para que pudessem atacar aviões e entrega de projéteis antiaéreos para sua bateria principal de 380 milímetros.
Também havia uma linha de patrulha de doze submarinos designada de Grupo Truta ao redor da ilha Jan Mayen e encarregada de interceptar quaisquer forças de porta-aviões que se aventurassem no Mar da Noruega. Os submarinos designados para essa força na época eram o U-347, U-361, U-365, U-387, U-636, U-716, U-742, U-921, U-956, U-965, U-992 e U-995. A Força Aérea Alemã tinha poucos caças em bases próximas do fiorde e suas operações eram restringidas pela escassez de combustível.

## Ataque
McGrigor emitiu em 4 de julho um memorando operacional para as unidades aéreas selecionadas delineando como o ataque deveria ser conduzido. Ele deu mais ordens para o ataque oito dias depois. Seguindo essas instruções, os esquadrões designados realizaram exercícios de treinamento a partir de seus navios e bases terrestres. Informações adquiridas pela decodificação de mensagens de rádio alemãs no início do mês e fotos tiradas pela Força Aérea Real no dia 12 proporcionaram mais evidências de que o Tirpitz estava operacional e possivelmente se preparando para zarpar. Os aviadores foram informados em 13 de julho que o ataque ocorreria dali quatro dias.
A frota britânica deixou Scapa Flow como um grupo único em 14 de julho. Os aviadores no caminho receberam instruções detalhadas sobre os planos de ataque e informações do terreno ao redor do Fiorde de Kå, também recebendo conjuntos de escape caso fossem abatidos sobre a Noruega. Equipes de manutenção trabalharam para garantir que o maior número possível de aeronaves estivessem prontas. Os doze submarinos alemães no Mar da Noruega não encontraram a força britânica enquanto esta navegava para o norte. O clima durante a maior parte da viagem foi nebuloso, mas os céus abriram no dia 16 quando os navios se aproximaram de sua posição ao norte do fiorde.
As aeronaves começaram a ser lançadas pouco depois da meia-noite de 17 de julho. A principal força tinha 44 Barracudas, com os planos especificando que os aviões da Asa de Reconhecimento de Torpedeiros Nº 8 atacariam antes que aqueles da Asa Nº 9. Todos os bombardeiros estavam armados com bombas perfurantes de 730 quilogramas, com a exceção de dois, que levaram três bombas de 230 quilogramas cada. Dezoito Corsairs do Esquadrão Aeronaval 1841 foram designados para proteger os Barracudas de caças alemães, enquanto vinte Hellcats e doze Fireflies dos Esquadrões Aeronavais 1840 e 1770, respectivamente, foram encarregados de atacar as baterias antiaéreas.
Os bombardeiros e caças entraram em formação e começaram seu voo para o Fiorde de Kå às 1h35min. Os aviões voaram apenas quinze metros acima do mar para evitarem detecção dos radares alemães até alcançarem um ponto a dez minutos de voo do litoral norueguês, momento em que os Barracudas subiram para 2,7 mil metros e os caças para altitudes ainda maiores. O clima estava bom durante todo o voo, mas nuvens foram avistadas enquanto as aeronaves aproximavam-se da área alvo.
Os aviões foram detectados pelas estação de radar alemãs às 2h00min quando estavam a 69 quilômetros de distância do fiorde. Demorou quatro minutos para que o aviso fosse passado para o Tirpitz; seus geradores de fumaça foram ligados às 2h13min e rapidamente cobriram o navio com uma cortina de fumaça. As baterias antiaéreas do couraçado e aquelas em terra começaram a disparar contra os britânicos às 2h19min. Os alemães também começaram a gerar interferência nos rádios inimigos assim que estavam a dezesseis quilômetros do litoral. A cortina de fumaça frustrou o ataque e a tripulação de apenas dois Barracudas e dois caças conseguiram avistar o Tirpitz.

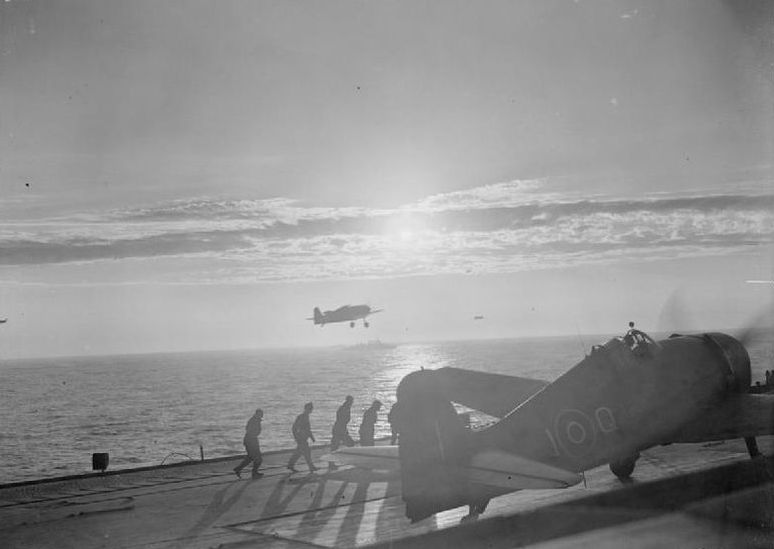
Hellcats voltando para o Furious depois do ataque frustrado contra o Tirpitz

Os Hellcats e Fireflies foram os primeiros a atacar, metralhando posições antiaéreas bem como o contratorpedeiro Z33 e o barco-patrulha Vp 6307. Este foi danificando a ponto de ser forçado a encalhar e foi posteriormente declarado uma perda total. Os caças, por conta da espeça cortina de fumaça, só conseguiram localizar seus alvos mirando na fonte das munições traçantes.
A artilharia antiaérea alemã foi pesada mas imprecisa contra os Barracudas. Com exceção dos dois pilotos que conseguiram avistar o Tirpitz, todos os 35 que tentaram atacar o navio foram forçados a mirar nos flashes das armas. Esses bombardeios demoraram 25 minutos; sete quase acertos foram alcançados, mas dano algum foi infligido. Um Barracuda atacou uma bateria antiaérea, outro tentou bombardear um contratorpedeiro e um terceiro quase acertou o navio-tanque Nordmark. Três dos quatro Barracudas restantes não encontraram alvos e soltaram suas bombas no mar, já o quarto não conseguiu lançar a sua por um problema mecânico.
A barragem antiaérea alemã foi grande durante o ataque, porém obteve pouco sucesso. Apenas um Corsair foi abatido próximo do Fiorde de Kå, com seu piloto sobrevivendo e sendo feito prisioneiro. Um Barracuda danificado precisou amerrissar próximo do Indefatigable e sua tripulação foi resgatada pelo contratorpedeiro HMS Verulam. Vários outros Barracudas e cinco Hellcats foram danificados durante o ataque, mas conseguiram voltar para seus porta-aviões. Um dos Hellcats danificados foi depois considerado além de qualquer possibilidade de reparo.
Um segundo ataque programado para ser lançado às 8h00min foi cancelado dois minutos antes por causa de uma neblina que estava começando a surgir ao redor dos porta-aviões. A frota britânica voltou para Scapa Flow. Swordfishes e Seafires voaram patrulhas sobre os navios durante as operações daquela manhã.

## Submarinos
O comandante dos submarinos alemães no Mar da Noruega recebeu ordens de colocar os doze membros do Grupo Truta em novas posições ao sudeste de Jan Mayen enquanto o Fiorde de Kå estava sendo atacado com o objetivo de interceptar os britânicos enquanto voltavam para Scapa Flow. O Almirantado antecipou esse movimento e aeronaves de patrulha marítima do Grupo Nº 18 da Força Aérea Real foram direcionados para fazerem varreduras da rota da Frota Doméstica de volta para casa.
Os aviões britânicos impediram que o Grupo Truta atacasse os navios britânicos. Uma aeronave antissubmarina Consolidated Liberator do Esquadrão Nº 86 detectou e afundou o U-361 às 21h48min de 17 de julho; nenhum tripulante do submarino foi resgatado. Oito minutos depois, um hidroavião Consolidated Catalina do Esquadrão Nº 210 pilotado pelo oficial de voo John Cruickshank avistou o U-347 na superfície. As armas antiaéreas do submarino danificaram o Catalina, matando o navegador e ferindo quatro tripulantes, incluindo Cruickshank, mas ele continuou seu ataque e afundou o U-347 com cargas de profundidade. O Catalina conseguiu voltar para a casa e Cruickshank foi condecorado com a Cruz Vitória por essa ação. A Frota Doméstica navegou pelo buraco na linha de patrulha alemã que tinha sido criado pelo naufrágio dos dois submarinos.
Ataques contra os submarinos continuaram pelos seis dias seguintes. Um avião de reconhecimento alemão avistou a Frota Doméstica na manhã do dia 18 e o Comando Naval Alemão da Noruega avaliou que ela estava navegando para o nordeste para outro ataque. O Grupo Truta recebeu ordens para ir para o norte e mais quatro submarinos partiram de Narvik a fim de protegerem as aproximações dos fiordes de Alta e Ocidental. O U-968, uma dos que deixou Narvik, foi atacado duas vezes à noite por Liberators; ele conseguiu abater uma das aeronaves, mas foi danificada pela segunda e precisou voltar. O U-716 também foi seriamente danificado por um Liberator às 19h15min do mesmo dia, mas conseguiu voltar para Hammerfest. Um submarino foi atacado e danificado por um Short Sunderland por volta das 23h00min, porém também sobreviveu. Outros três submarinos foram atacados em 20 de julho, mas apenas um foi danificado. O comandante de submarinos na Noruega decidiu dissolver o Grupo Truta, pois era muito vulnerável a ataques aéreos; apenas quatro dos sobreviventes voltaram para a Noruega, com os restantes recebendo ordens de irem para o norte, fora do alcance dos aviões. O último ataque contra esses submarinos foi no dia 23, quando um Sunderland do Esquadrão Nº 330 da Defesa Aérea Norueguesa danificou o U-992 perto do Fiorde Ocidental.

## Consequências
Os britânicos descobriram após o ataque que o Tirpitz não tinha sofrido danos significativos. Moore culpou o fracasso da Operação Mascote na inexperiência dos aviadores envolvidos e criticou o líder do ataque por não selecionar alvos alternativos depois de ter ficado claro que o couraçado não poderia ser bombardeado com precisão. Moore também julgou que mais ataques com Barracudas seriam inúteis, pois suas velocidades lentas davam aos alemães tempo suficiente para cobrir o Tirpitz com cortinas de fumaça entre o tempo da detecção do ataque e a chegada dos aviões na área. O Almirantado tinha a esperança que a estratégias de repetidos ataques contra o fiorde durante um período de 48 horas iria desgastar as defesas, com Moore concordando em tentar outro ataque. Foi considerado usar bombardeiros de Havilland DH.98 Mosquito, que eram mais rápidos e com maior autonomia, a partir de porta-aviões a fim de alcançarem surpresa, mas nenhuma aeronave poderia ser tirada dos bombardeios contra a Alemanha.
O ataque seguinte contra o Fiorde de Kå ocorreu no final de agosto. Durante a Operação Goodwood, aeronaves de três porta-aviões de frota e mais dois porta-aviões de escolta realizaram quatro ataques diferentes entre os dias 22 e 29. Em todas as ocasiões o Tirpitz estava coberto pela cortina de fumaça quando chegaram e apenas um único acerto foi alcançado. Estes ataques custaram aos britânicos dezessete aeronaves e quarenta mortos. A fragata HMS Bickerton foi torpedeada e afundada pelo submarino U-354 durante a operação. O mesmo submarino infligiu danos seríssimos no porta-aviões de escolta HMS Nabob antes de ser afundado por uma aeronave.
O Almirantado finalmente ficou convencido depois do fracasso da Operação Goodwood que os Barracudas eram de fato muito lentos e ineficazes contra as defesas alemãs no fiorde. Consequentemente, a tarefa de afundar o Tirpitz foi transferida para o Comando de Bombardeiros da Força Aérea Real. O primeiro ataque com bombardeiros pesados contra o Fiorde de Kå foi a Operação Paravane em 15 de setembro de 1944, com os bombardeiros voando a partir de bases no norte da União Soviética. Este ataque infligiu danos irreparáveis contra o navio e ele foi transferido para a área de Tromsø para ser usado como uma bateria costeira imóvel. Um ataque fracassado ocorreu em 29 de outubro na Operação Obviar a partir de bases britânicas, com o Tirpitz sendo finalmente afundado em 12 de novembro durante a Operação Catecismo.